# 清音村
清音村（きよねそん）は、岡山県の南部（都窪郡）にあった村。現在は合併により総社市となり、旧村役場は総社市役所清音支所となっている。

## 地理
高梁川の東岸にあり北部は平坦であるが、南部は山林となっている。

## 沿革
- 1889年（明治22年） - 前年の1888年（明治21年）に制定された町村制により、窪屋郡黒田村・古地村・軽部村・上中島村・柿木村・三因村の6村が合併し清音村となる。
- 2005年（平成17年）3月22日 - 総社市、都窪郡山手村との対等合併により新・総社市となる。

## 教育
- 清音村立清音小学校
- 総社市外二箇村中学校組合立総社西中学校（総社市内）
  - 現在は共に総社市立

## 交通

### 鉄道
- 西日本旅客鉄道（JR西日本）
  - 伯備線 ： 清音駅
- 井原鉄道 ： 清音駅

### 道路
- 村内を走る高速道路 ： なし
- 村内を走る一般国道 ： 国道486号
- 村内を走る県道 ： 岡山県道24号倉敷清音線、岡山県道270号清音真金線、岡山県道469号倉敷総社線

## 神社・仏閣
- 軽部神社